# حمزه سردادور
حمزه سردادور (۱۲۷۵/۱۲۷۶ تبریز - بهمن ۱۳۴۹) مترجم، نویسندهٔ رمان‌های و پاورقی‌های تاریخی که از نام مستعار ح. س. علیمردان نیز استفاده کرده‌است.

## زندگی‌نامه
در مدرسهٔ روسی اقبال تحصیل کرد. به خاطر احاطه به زبان روسی، در ۱۳۰۶ش به استخدام بانک استقراضی روس درآمد. مترجم بانک استقراضی و سفارت شوروی شد.

## فعالیت نویسندگی
فعالیت مطبوعاتی‌اش را از ۱۲۹۸ش در روزنامهٔ رعد آغاز کرد. سردادور را از نظر زبان داستانی و تخیل زیاد، رقیب حسین‌قلی مستعان می‌دانستند. مستعان در تهران‌مصور قلم می‌زد و سردادور در اطلاعات هفتگی داستان‌های تاریخی پرشوری می‌نوشت. داستان‌های تاریخی او سرشار از هیجان و حوادث متنوع بود. او به‌دنبال تاریخ مستند یا شخصیت‌های واقعی نبود، بلکه قهرمانانش را از آدم‌های گمنام انتخاب می‌کرد که تلاش‌هایشان باعث پیروزی سلاطین و کشور می‌شد. سردادور نثری روان و بی‌تکلف داشت و اصول داستان را به خوبی می‌دانست؛ کیفیت ادبی آثار او در مقایسه با همکارانش، این را به خوبی نشان می‌داد. داستان‌های او سرشار از عشق، توطئه، صحنه‌های عاشقانه و رمانتیک بود.
« حمزه سردادور در مقدمۀ کوتاه رمان بانوی سربدار ، دربارۀ انگیزۀ خود از نگارش رمان های تاریخی می نویسد: در ضمن مطالعۀ تاریخ پرماجرای ایران ، به کسانی برخوردم و از وقایعی آگاه شدم که از لحاظ جنبۀ قهرمانی نظایر آنها را نه در شاهنامۀ فردوسی و نه در ایلیاد هومر ، بلکه در حماسۀ هیچ قومی نخوانده و نشنیده بودم و دریغم آمد که این صفحات شورانگیز ، پرافتخار و قهرمانانۀ اجدادمان بگذرم. سردادور علاوه بر شرح این قهرمانی ها تلاش دارد زنان را نسبت به حقوق برابر خود با مردان آگاه کند، به همین منظور او شخصیت های اصلی داستانش را اغلب از میان زنان در دوره های مختلف تاریخی به خصوص زنان قاجار برگزیده است.»

## آثار
چندین رمان تاریخی نوشت. حوادث داستان‌های او، گرچه از تخیلات وسیع او مایه می‌گرفت، طبیعی به‌نظر می‌رسید.
- در پس پرده
- چشمه آب حیات (۱۳۳۲)
- دختر قهرمان
- افسانه قاجار (۱۳۳۵)(۲ جلد) این رمان تاریخی که از نظر زمان ، رویدادهای  سال های 1247ق تا 1267را در برمی گیرد. در کتاب دورۀ قاجار در آینۀ سه اثر( تاریخ ملک آرا، حقایق الاخبار ناصری و افسانۀ قاجار) نوشتۀ سوسن یزدانی در کنار دو متن تاریخی دیگر مورد واکاوی قرار گرفته است.
- کیمیاگران
- دختر شامگاه
- از صید ماهی تا پادشاهی (۱۳۴۷)(۲ جلد)
- حافظ و شاخه نبات
- بانوی سربدار: سرگذشت شیرین سربداران (۱۳۴۳)
- آزاد زنان
- داستان علیمردان
- زندانی قلعه قهقهه: سرگذشت شاه اسماعیل دوم صفوی
- خاورشناسی در روسیه و اروپا (۱۳۵۱)
- تذکره جغرافیای تاریخی ایران (واسیلی بارتولد ۱۳۷۲)
- قهرمان سیستان

## «سردادور، حمزه (تبریز ۱۲۷۶ ـ تهران ۱۳۴۹ ش)».
- «شهرزادان قصه‌گو». همشهری‌آنلاین.
- شریفی، محمد (۱۳۸۷). فرهنگ ادبیات فارسی. ج. ۱. فرهنگ نشر نو - انتشارات معین. ص. ۱۰۲.
- میرعابدینی، حسن (۱۳۸۰). «بخش سوم: شکست و گریز». صدسال داستان‌نویسی ایران. تهران: نشر چشمه. ص. ۲۸۷.
- فراهانی‌فرد، رقیقه (اسفند ۱۳۸۹). «بازآفرینی خلاقانه تاریخ» (PDF). کتاب ماه تاریخ و جغرافیا: ۳۲.
- یزدانی، سوسن(1403)، دورۀ قاجار در آینۀ سه اثر(تاریخ ملک آرا، حقایق الاخبار ناصری و رمان افسانۀ قاجار)، تهران: ندای تاریخ، ص 179.